# Bengt Claesson
Bengt Allan Klasson, född 2 december 1920 i Malmbäck, Jönköpings län, död där 14 april 1996
, var en svensk konstnär.
Claesson var som konstnär autodidakt och bedrev självstudier under resor till Frankrike, England och Italien. Bland hans offentliga arbeten märks utsmyckningsarbeten i Malmbäcks kyrka och Norråsskolan i Nässjö. Hans konst består av naivistiska och naturalistiska bygdestudier med folkminnesmotiv.